# Proteuxoa cyanoloma
Proteuxoa cyanoloma là một loài bướm đêm thuộc họ Noctuidae. Nó được tìm thấy ở New South Wales, Tasmania và Victoria.